# Compile
Compile fu una software house giapponese fondata nel 1983 da Masamitsu "Moo" Niitani. Essa fu la responsabile dello sviluppo di celebri giochi d'azione e rompicapo, tra cui il loro franchise di punta, Puyo Puyo. Nonostante abbia creato giochi per svariati sistemi, Compile viene ricordata soprattutto per il suo sostegno al MSX e al Turbografx-16 (versione americana del PC Engine), oltre che, con un certo numero di giochi degni di nota, al NES e al Master System.
Un'altra caratteristica della Compile fu la grafica cartoonistica dei suoi giochi più celebri, frutto del lavoro di un gruppo di artisti dotati di un tratto in puro stile manga ed anime. Una delle disegnatrici di punta della ditta è stata Sunaho Tobe, destinata - una volta lasciata la Compile - a diventare un'illustratrice e character designer molto popolare in patria.
Compile ideò la serie di Madou Monogatari (che si traspose poi nel loro rompicapo più celebre, Puyo Puyo), sparatutto a sviluppo verticale (come le serie di Zanac e Aleste) e numerosi altri giochi di minor successo e di svariati generi.
Nel periodo compreso tra il 1992 ed il 1998, Compile collaborò con SEGA per portare i primi tre capitoli di Puyo Puyo in sala giochi e su piattaforma Saturn, ed il quarto capitolo della serie (Puyo Puyon) su piattaforma Dreamcast, prima di essere convertito per Nintendo 64 e PlayStation.
Compile fece bancarotta e si sciolse nel 2002, ma la sua eredità viene mantenuta dalla Aiky, fondata in seguito da diversi ex-membri dell'azienda. Aiky pubblicò l'ultimo gioco Compile, Pochi and Nyaa (chiamato anche Pochinya o Pochitto Nyaa). Un'altra società nata da Compile fu Milestone Inc., specializzata in sparatutto arcade. Esistono inoltre la Compile Station (sito di retrogaming che sta portando avanti un manga ispirato a Madou Monogatari) e la Compile Heart, che hanno lo scopo di far rivivere il marchio con la collaborazione di importanti ex-membri della società tra cui lo stesso "Moo" Niitani. Tuttavia, i diritti di Puyo Puyo sono in mano a SEGA, e tutti i nuovi giochi della serie verranno prodotti dalla sussidiaria della SEGA Sonic Team.

## Giochi

### Puyo Puyo
Puyo Puyo, uscito originariamente per MSX nel 1991, è un rompicapo simile a Tetris in cui bisogna creare gruppi di quattro o più "puyo" dello stesso colore tra quelli che cadono dalla cima dello schermo. A tutt'oggi la serie è proseguita con diversi seguiti.
Per il Nord America, Puyo Puyo è stato trasformato in due giochi distinti, Dr. Robotnik's Mean Bean Machine per Megadrive e Kirby's Avalanche per Super Nintendo, il primo basato sui personaggi della serie di Sonic e il secondo su quelli della serie di Kirby.
Dopo la dissoluzione di Compile, il franchise è passato al Sonic Team, che ha creato Puyo Pop Fever.

### Sparatutto
Compile realizzò anche un vasto numero di sparatutto, almeno fino al 1993, anno in cui la società si focalizzò su altri generi, e alcuni membri dello staff si unirono alla 8ing/Raizing per creare giochi quali Battle Garegga e Mahou Daisakusen. Altri rimasero in Compile fino alla fine, formando la Milestone Inc. che continuò a produrre sparatutto. Tra i più celebri prodotti da Compile si ricordano:

#### Zanac
Zanac fu realizzato per MSX nel 1986, e viene ricordato soprattutto per l'innovativa (per i tempi) intelligenza artificiale dei nemici, che ne faceva cambiare il comportamento a seconda dello stile di gioco del giocatore. Zanac fu convertito per NES ed ebbe un seguito, Zanac EX. La società Nexoft, inoltre, produsse Gun*Nac, una parodia di Zanac in cui i nemici erano conigli spara-carote.
Nel 2001 Compile produsse per PlayStation Zanac X Zanac, una versione riveduta e corretta del gioco originale che comprendeva anche un vero e proprio seguito intitolato "Zanac Neo".

#### Aleste
Aleste (1988) può considerarsi come una sorta di seguito di Zanac- Fu distribuito sul MSX2 e in seguito convertito per SEGA Master System. Sempre su MSX2 uscì anche il seguito, Aleste 2, mentre nel 1992 uscì Super Aleste (noto come "Space Megaforce" in America del Nord) per il Super Famicom. Aiky ha realizzato una versione di Aleste per i telefoni cellulari.

#### Blazing Lazers
Blazing Lazers uscì per il Pc Engine nel 1989. Il gioco è ricordato dagli appassionati per la rapidità dell'azione e la vastità dell'arsenale disponibile.

#### Musha Aleste
Musha Aleste uscì per Mega Drive nel 1990, e da molti appassionati è considerato il migliore shoot'em up della casa, oltre che uno dei migliori giochi del genere disponibili per la console. Da ricordare la particolare ambientazione in un Giappone feudale rivisitato in chiave futuristica.

### Altri giochi
Compile fu una software house prolifica anche in altri generi, non solo sparatutto e rompicapo. Per esempio, si possono ricordare i GDR della serie "Madou Monogatari" (iniziata nel 1989), oppure Golvellius (un GDR d'azione), Rune Master (un GDR in stile board game), e i videogiochi di flipper Alien Crush e Devil's Crush.

## Lista dei giochi Compile
- A.E.
- Adventures of Arle
- Aleste
- Aleste 2
- Aleste Gaiden
- Alien Crush
- Blazing Lazers
- Borderline (conversione per SG-1000)
- C-So
- Championship Lode Runner
- Choplifter
- Comet Summoner
- Devil's Crush
- Final Justice
- Gensei Kaitō Den
- Gensei Kitan: Disc Saga III
- Godzilla: Gojira-Kun
- Ghostbusters
- Golvellius: Valley of Doom
- Gun Nac
- Guardic
- Gulkave
- Guru Logi Champ
- The Guardian Legend
- Jagur 5
- Loderunner
- Lunar Ball
- Madoh Monogatari 1-2-3
- Madoh Monogatari A.R.S
- Madoh Monogatari: Hanamaru Daiyouchienji
- Madoh monogatari
- Nazo Puyo
- Nazo Puyo 2
- Parlour Games
- Power Strike
- Power Strike II
- Puyo Puyo Tsu
- Puyo Puyo SUN
- Puyo Puyon
- Puyo Wars
- R-Type (Sega Mark III conversione)
- Randar no Bouken (1989)
- Randar II: Revenge of Death (1989)
- Randar no Bouken III: Yami ni Miserareta Majuts...
- Robo Aleste
- Rogue Hearts Dungeon
- RuneMaster
- RuneMaster II
- RuneMaster: War among Three Empires
- Seirei Senshi Spriggan
- Shadowrun (per Sega Mega CD)
- Sonic Compilation
- Spriggan Mark 2
- Super Aleste (Space Megaforce in Nord America)
- Super Nazo Puyo 2: Ruruu no Tetsuwan Hanjyouki
- Super Nazo Puyo: Ruruu no Ruu
- Swing
- Tales of the Float Land
- Wander Wonder
- Zanac
- Zanac X Zanac